# هزینهٔ سربار
هزینه‌های سربار (به انگلیسی: overhead expense) به مخارج و هزینه‌های مستمر برای فعالیت یک بنگاه اقتصادی اشاره دارد. هزینه‌های سربار مخارجی هستند که برخلاف هزینه‌های عملیاتی مانند مواد خام و نیروی کار، نمی‌توان آن‌ها را به سادگی در هیچ واحد درآمدی خاصی ردیابی یا شناسایی کرد؛ بنابراین، هزینه سربار را نمی‌توان بلافاصله با محصولات یا خدمات ارائه شده مرتبط کرد، بنابراین مستقیماً سود ایجاد نمی‌کنند.با این حال، هزینه‌های سربار همچنان برای عملیات بازرگانی یا صنعتی مهم هستند، زیرا از فعالیت‌های سودآور بنگاه پشتیبانی می‌کنند.به عنوان مثال، هزینه‌های سربار مانند اجاره یک بنگاه به کارمندان اجازه می‌دهد تا محصولاتی تولید کنند که می‌توانند برای سود به فروش برسند. به عنوان مثال، دستمزد پرداختی به پرسنل نگهبانی، هزینه‌های گرمایش و روشنایی بنگاه و غیره. هزینه سربار یک عنصر هزینه ای بسیار مهم است. هزینه سربار اغلب به مفاهیم حسابداری مانند هزینه ثابت و هزینه‌های غیر مستقیم مرتبط می‌شود.
مخارج سربار تمام هزینه‌های صورت سود و زیان به جز نیروی کار، مواد اولیه و هزینه‌های مستقیم است. هزینه‌های سربار شامل هزینه‌های حسابداری، تبلیغات، بیمه، بهره، هزینه‌های قانونی، بار نیروی کار، اجاره، تعمیرات، لوازم، مالیات، قبوض تلفن، هزینه‌های سفر و آب و برق است.
باید توجه داشت که هزینه‌های مستقیمی را نیز که می‌توان آنها را مستقیماً شناسایی کرد ولی ارتباط دادن آنها به کالایی مشخص یا به سفارشی خاص منطقی و مقرون به صرفه نباشد را نیز گاهی به عنوان سربار ساخت طبقه‌بندی کنند. برای نمونه از هزینه‌ها می‌توان به نخ در دوخت لباس یا چسب و میخ در نجاری یا اسانس در صنایع مواد غذایی اشاره ای داشت هرچند این هزینه‌ها در ساخت و تولید محصول نقش دارند ولی مصرف آنها بسیار کم و ناچیز است بنابراین مصرف آنها به عنوان سربار شناسایی می‌شود.
به‌طور کلی دو نوع هزینه سربار وجود دارد:
- هزینه‌های سربار اداری
- هزینه‌های سربار ساخت و تولید